# تصویربرداری کلسیومی

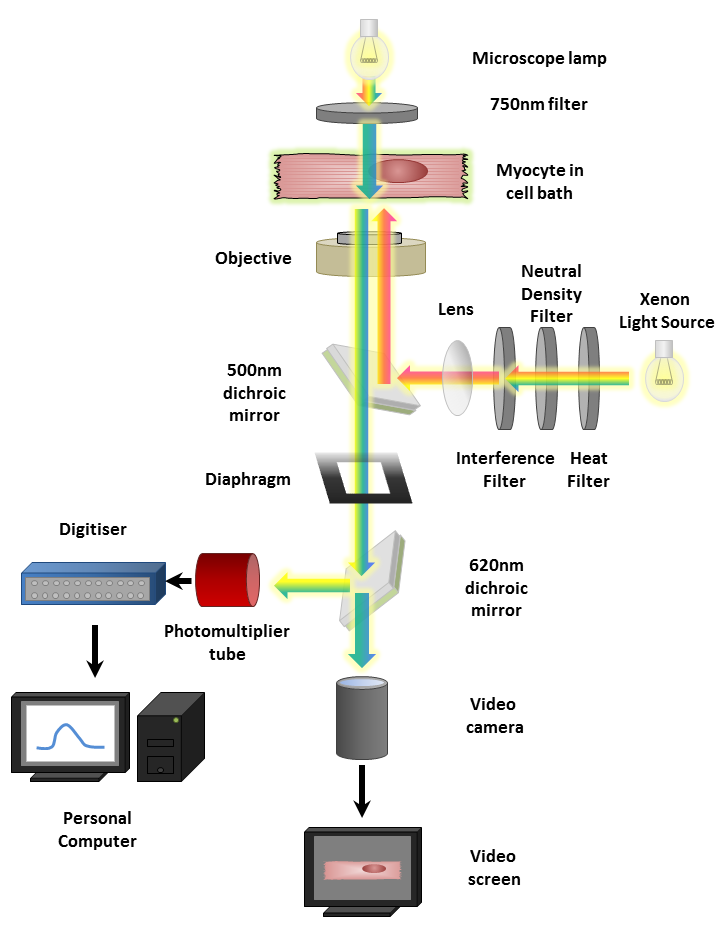
Schematic of a typical setup for calcium fluorescence imaging of isolated cardiac myocytes

تصویر برداری کلسیمی روشی برای مشاهده وضعیت یون کلسیم (Ca۲+) سلول، بافت یا هر نمونه دیگر می‌باشد.

## روش‌ها
روش‌های تصویر برداری کلسیمی نشان گرهای کلسیمی می‌گیرند که می‌توانند با تغییر خواص فلوئورسان خود، به پیوندهای یونهای کلسیمی پاسخ دهند.
دو دسته اصلی نشان گرهای کلسیمی وجود دارد:
- نشان گرهای شیمیایی
- نشان گرهای کدهای ژنتیکی(GECI)

فارغ از نوع نشان گرهایی که استفاده می‌شود، خواص طیفی نمونه پس از اتصال یون کلسیم تغییر می‌کند. برای مثال رنگ می‌تواند فلورسانس شود.
تصویر برداری کلسیمی می‌تواند به صورت پروب‌های نوری کلسیم داخل سلولی مورد استفاده قرار گیرد.
این روش تا کنون در بررسی فعالیت‌های عصبی صدها سلول عصبی و گلیال در حلقه‌های ودارهای عصبی مورد استفاده قرار گرفته‌است.

### نشان گرهای شیمیایی
نشان گرهای کلسیمی مولکولهای ریزی هستند که قابلیت چنگالش یونهای کلسیوم را دارند. همه یاین مولکولها بر اساس رونشت EGTA (chemical)|EGTA که BAPTA نامیده می‌شود قرار گرفته‌اند، حساسیت بالای یون کلسیم (Ca۲+) در برابر یون منیزیوم (Mg۲+).
این گروه از نشان گرها شامل: fura-2, indo-1, fluo-3, fluo-4, Calcium Green-1.

### نشان گرهای کدهای ژنتیکی
نشانگرهای کدهای ژنتیکی پروتئین‌های فلورسانس می‌باشد که از پروتئین سبز فلورسنت (GFP) یا دیگر گونه‌های آن بدست آمدهاند.
به بارگذاری این نشانگرها بر روی سلول نیازی نیست به این علت که ژن‌های کد گذاری شدهٔ این پروتئین‌ها به راحتی به خطوط سلولی انتقال می‌یابد.